# Virginia Maydana
Virginia Maydana ist eine argentinische Handballspielerin, die in der Disziplin Beachhandball von 2011 bis 2012 argentinische Nationalspielerin war.

## Hallenhandball
Maydana spielt seit der Jugend für Club Dorrego Handball aus Buenos Aires, für den sie in der höchsten argentinischen Spielklasse antritt. 2018 gewann sie mit ihrer Mannschaft die argentinische Hinrunden-Meisterschaft (Apertura).
Für die erste Panamerikanische Meisterschaft der Vereinsmannschaften Pan American Club Championship wurde Maydana von der gastgebenden chilenische Mannschaft CH Santiago Morning als eine von zwei zugelassenen Gastspielerinnen nominiert. Sie belegte mit ihrer Mannschaft den achten und letzten Platz. Im Spiel um Rang sieben war sie mit sieben Treffern beste Werferin ihrer Mannschaft.

## Beachhandball
Maydana debütierte im Rahmen der South-American Beach Games 2011 für die Beachhandball-Nationalmannschaft ihres Landes. Hier erreichten die Argentinierinnen das erste Mal ein internationales Finale, verloren dieses aber mit 0:2 gegen Brasilien, die zu dieser Zeit stärkste Mannschaft Amerikas und eine der stärksten Mannschaften der Welt. Bei den Panamerika-Meisterschaften 2012 konnte Maydana mit der Bronzemedaille ihre zweite internationale Medaille gewinnen.

## Erfolge
| Beach Pan-Amerikanische Meisterschaften - 2012: 3. Südamerikanische Beach Games - 2011: 2. | Halle Argentinische Meisterschaft - 2018: 1. (Apertura) |